# Eunidia alboterminata
Eunidia alboterminata är en skalbaggsart som beskrevs av Stefan von Breuning 1960. Eunidia alboterminata ingår i släktet Eunidia och familjen långhorningar. Inga underarter finns listade i Catalogue of Life.